# Heteropoda andamanensis
Heteropoda andamanensis este o specie de păianjeni din genul Heteropoda, familia Sparassidae, descrisă de Tikader, 1977.
Este endemică în Andaman Is.. Conform Catalogue of Life specia Heteropoda andamanensis nu are subspecii cunoscute.